# Polymera (Polymera) parvicornis
Polymera (Polymera) parvicornis is een tweevleugelige uit de familie steltmuggen (Limoniidae). De soort komt voor in het Palearctisch gebied.